# Die Nacht ohne Sünde
Die Nacht ohne Sünde ist ein deutscher Spielfilm aus dem Jahr 1950, teilweise auch gelaufen unter dem Titel Nacht ohne Sünde. Karl Georg Külb führte Regie und schrieb auch das Drehbuch zum Film, das nach einem Motiv des Bühnenstückes Jonny zahlt alles von Thierbach und Neuhaus entstand. Die Hauptrollen sind neben Bruni Löbel und Paul Klinger mit Grethe Weiser, Paul Kemp, Charlott Daudert und Karl Schönböck besetzt.

## Handlung
Die junge Monika Göbel verdient sich etwas dazu, um das Geld für die Handelsschule aufbringen zu können. Als Professor Rackmann, ein Zoologieprofessor, sie als seine Sekretärin anwirbt, ahnt sie nicht, dass das ihr gesamtes Leben umkrempeln wird. Der Professor schickt sie nämlich schon einmal voraus ins Hotel nach Garmisch, wo sie einige Dinge für ihn regeln soll. Monika wartet geduldig aber vergebens auf den Professor. Dieser hat schlichtweg seinen Termin in Garmisch vergessen, weil er kurzfristig zu einem Kongress nach Berlin abberufen wurde.
Durch eine von der argwöhnischen Direktrice Betty heraufbeschworene Auseinandersetzung überwirft sich Monika mit dem Direktor des Hotels, Heinrich Böckmann, ohne zu ahnen, wie es in Böckmann wirklich aussieht. Sie muss ihren Halsschmuck versetzen, um die Hotelrechnung bezahlen zu können, und verlässt das Hotel fast fluchtartig.
Herr Schmitz, der Direktor der Vereinigten Hotelbetriebe, dem auch das Hotel in Garmisch untersteht, erwartet seinen Großvater Mr. Smith aus Amerika zu Besuch. Schon lange möchte der alte Herr die Braut seines Enkels kennenlernen, von der er sich bisher nur aus Erzählungen ein Bild machen konnte. Wie soll er auch ahnen, dass er seinen Enkel damit in arge Verlegenheit bringt. Denn dieser weiß genau, dass seine Braut Charlotte dem Großvater ganz und gar nicht gefallen wird, da sie genau das Gegenteil dessen ist, was er dem Großvater weisgemacht hat.
Monika, die durch eine „verlorene Brieftasche“ wiederum auf dem Weg zurück nach Garmisch ist, trifft nun im Zug Schmitz. Da er der Verlierer besagter Brieftasche ist, kommen beiden schnell ins Gespräch und Monika schildert ihm ihre Erlebnisse in seinem Hotel. Herr Schmitz überzeugt Monika davon, dass Böckmann für sein Verhalten abgestraft werden müsse. Zusammen beschließen sie, dem ahnungslosen Böckmann als Verlobte gegenüberzutreten. Schmitz will sich damit auch aus der Bredouille ziehen, was seinen Großvater angeht, denn er ist sicher, dass Monika viel eher dem geschilderten Bild entspricht und der Großvater sie in sein Herz schließen wird. Und so ist es auch. Mr. Smith ist auf den ersten Blick in seine „Enkelin“ vernarrt und hat große Freude daran, sie zu beschenken.
Wäre der echten Charlotte nicht zufällig eine Illustrierte mit einem Bild der „glücklichen Verlobten“ in die Hände gefallen, wäre die Geschichte wahrscheinlich gut ausgegangen. Natürlich zögert Charlotte keine Sekunde und setzt sich in den Zug nach Garmisch.
Aber auch Monika ist die Sache nicht mehr geheuer, zumal sie Angst hat, dass Böckmann sie verloren geben könnte. Und auch dem sympathischen Mr. Smith gegenüber hat sie Gewissensbisse. So ringt sie sich dazu durch, die Geschichte dieses Irrtums aufzuklären.

## Produktion, Veröffentlichung
Produziert wurde der Film von der Allegro Film oHG Dr. K.G. Külb & Co. (München). Für die Filmbauten trug Ernst H. Albrecht die Verantwortung.
Der in den Geiselgasteig Filmstudios der Bavaria sowie in Garmisch-Partenkirchen gedrehte Film hatte am 14. November 1950 Premiere im Turm-Palast in Frankfurt am Main, nachdem er in einer FSK-Prüfung vom 10. Oktober 1950, Nummer01954, ab 12 Jahren freigegeben worden war mit dem Vermerk „nicht feiertagsfrei“. Zur Frankfurter Premiere war, wie es auf der Seite DamalsKino heißt „gleich eine ganze Heerschar“ der wichtigsten Darsteller anwesend: „Die kesse Grethe Weiser vorneweg, der charmante Karl Schönböck in der zweiten Reihe, dazu der sympathische Paul Klinger sowie die hübsche Nachwuchsdarstellerin Bruni Löbel. Auch der österreichische Komponist Peter Igelhoff ist mit von der Partie – erst beim Pressegespräch im Hotel, dann vor dem Publikum im Turmpalast.“
In Österreich wurde der Film am 10. August 1951 veröffentlicht.

## Kritik
Das Lexikon des internationalen Films sah eine „relativ unterhaltsame Liebeskomödie“.
Auf der Seite DamalsKino heißt es, der Film sei „belanglos, wie so viele andere in dieser Zeit“. Abschließend wird ausgeführt: Ein gut dressierter Affe bedient derweil überaus menschlich ein Telefon und Charlott Daudert trällert so ganz nebenbei den Igelhoff-Schlager „Ach du liebe Zeit, ach du liebe Zeit, hat denn kein Mensch mehr für die Liebe Zeit…“ Damit ist alles gesagt.